# Intel·ligència cristal·litzada
La intel·ligència cristal·litzada és un concepte proposat per Raymond Cattell. La intel·ligència cristal·litzada es considera una acumulació de capacitats, estratègies i coneixements que reflecteixen el nivell de l'evolució cognitiva adquirida a través de la història d'aprenentatge de l'individu.
''Aquesta fa referència a la utilització de les capacitats intel·lectuals, prèviament apreses i està formada per unes aptituds relacionades amb la comprensió verbal, l'establiment de relacions semàntiques, l'avaluació i valorització de l'experiència, l'establiment de judicis i conclusions, els coneixements mecànics o l'orientació espacial.'' (Cattell, 1950).
Està lligada amb l'assoliment de l'aprenentatge i s'oposa a la intel·ligència fluïda. Per tant, un individu aconseguirà un nivell màxim o un nivell mínim depenent dels seus coneixements didàctics. Cal destacar que, a mesura que passen els anys, aquesta pot anar canviant i experimentant una transformació mínima.

## Origen
La paraula intel·ligència, és un substantiu femení el qual prové del llatí i està composta per dos termes; intus (entre) i legere (triar). Per tant, significa tenir la capacitat de saber triar o entendre, és a dir saber quina és la millor opció per a determinades situacions o problemes concrets. Però, la paraula composta es refereix als nivells d'aprenentatge, de cultura o educació d'una persona.

## Intel·ligència
El concepte d'intel·ligència no té una definició exacta acceptada però la podríem definir com una facultat d'entendre i comprendre el nostre medi, i la destresa de donar un sentit encertat a una sentència. També podríem definir-la com una capacitat de proporcionar informació nova treta de l'exterior combinada amb la nostra pròpia memòria.
Una altra manera d'aportar una definició més clara de la intel·ligència és: " La intel·ligència és la capacitat d'adaptar-se al canvi" (Stephen Hawking) 
La intel·ligència és una capacitat que et pot ajudar a solucionar problemes o assolir nous coneixements.
El filòsof grec Aristòtil (2011), ja afirmava, que “la intel·ligència consisteix no solament en el coneixement, sinó també en la destresa d'aplicar aquest a la pràctica” (pàg. 2).
Howard Gardner (2011) va una reflexió sobre la intel·ligència dient que : “La cosa més idiota que es pot fer és un test d'intel·ligència, ja que aquesta només es pot avaluar observant la persona.” (pàg.2) 

### Tipus d'intel·ligència
Podem trobar tres tipus d'intel·ligència:
- La intel·ligència Natural que és una disposició biològica i innata de l'individu que constituiria el nucli bàsic de la intel·ligència.
- La intel·ligència Social que és quotidiana i observable a partir del comportament.
- La intel·ligència Psicomètrica que està investigada a partir de la seva avaluació amb test psicològics.

Per tant, podem visualitzar la intel·ligència Natural i la Psicomètrica com a components de la intel·ligència Pràctica.

### Classes d'intel·ligència humana
La intel·ligència es pot dividir en diferents classes:
Intel·ligència conceptual
Aquesta intel·ligència té com a objectiu trobar i informar conceptualment els elements en un camp d'acció o també camp unificat. Una altra idea d'aquesta intel·ligència és que permet integrar una realitat en una d'interior per trobar la resposta al perquè d'un fet.
Intel·ligència funcional
Permet a l'ésser humà solucionar els problemes que se li presenten, sigui de manera conscient o de manera inconscient. Val a dir que hi ha vàries teories sobre quines són les diferents intel·ligències funcionals. Pel que fa a la seva funció és la d'acceptar i dirigir les accions.
Intel·ligència genètica
Aquesta intel·ligència representa l'assegurança de la supervivència tant en l'individu com en els animals de manera inconscient. També es podria anomenar com la intel·ligència dels instints o dels reflexos. Cal destacar que, en alguns casos aquest tipus de capacitat es pot exposar en forma de pors.
Existeix intel·ligència en tots els gens dels subjectes, amb un mecanisme molt complex per a la supervivència.

## Raymond Cattell
Raymond Bernard Cattell (20 de març de 1905- 2 de febrer de 1998) va ser un dels psicòlegs i catedràtics més important del segle xx, el qual va desenvolupar per primera vegada els conceptes de intel·ligència i personalitat
. La seva principal contribució va ser és la
realització dels tests de personalitat.
És autor de varies obres, les quals han estat utilitzades per molts autors per fer estudis.
Les 5 més citades són:
·Cattell, R. B. (1966). The Scree Test for the number of factors. Multivariate Behavioral Research, 1(2), 245-276. (8484 citacions).
·Cattell, R. B., Eber, H. W., & Tatsuoka, M. M. (1988). Handbook for the Sixteen Personality Factor Questionnaire (16 PF). Champaign IL: IPAT. (2895 citacions).
·Cattell, R. B. (1971). Abilities: Their Structure, Growth, and Action. Boston, MA: Houghton Mifflin. (2566 citacions).
·Cattell, R. B. (1963). Theory of fluid and crystallized intelligence: A critical experiment. Journal of Educational Psychology, 54, 1-22. (1965 citacions).
·Cattell, R. B. (1957). Personality and Motivation Structure and Measurement. New York: World Book. (1897 citacions).

És un autor influent, ja que té una llarga carrera professional. Ha treballat com a autor o coautor, en 55 llibres i més de 500 articles. Tot i això ha col·laborat amb 30 proves estandarditzades d'ús freqüent entre els psicòlegs.
Va ser un psicòleg anglès que va formular un mètode experimental i quantitatiu per estudiar la personalitat i la motivació humana.
També va estudiar química a la universitat de Londres i finalment es va treure el doctorat a la mateixa universitat. Més tard es va començar sentir atret per la psicologia i va començar a fer algunes investigacions amb altres experts com Edward L. Thorndike. Va acabar ocupant llocs a les universitats de Harvard, Clark i Buke. Des de 1978 fins a la seva mort va ser mestre en la Universitat de Hawaii.
Se'l caracteritza com un dels investigadors més famosos en el camp de la intel·ligència i la personalitat.
Cattell junt amb el psicòleg Horn, van introduir el concepte entre la diferència de la intel·ligènca cristal·litzada i la intel·ligència fluida. Consideraven que tot i la dificultat dels estudis dels factors primaris, la intel·ligència fluida i cristal·litzada se situen entre dos grans extrems. Exposen els factors comuns existents entre les habilitats primàries i les relacions entre capacitats i factors més amplis.
Els psicòlegs proposen que la intel·ligència, està composta per una sèrie de diferents habilitats que totes juntes per acaben produint una intel·ligència individual.

## Teoria de la intel·ligència de Raymond Cattell[calcitació]
Cattell va tenir fama per les seves investigacions psicomètriques de la ment humana, que com hem dit anteriorment se centren amb la personalitat i la intel·ligència. A partir d'aquí va extreure dues teories molt influents relacionades amb aquestes conductes.
La teoria de la intel·ligència la va desenvolupar a partir del model d'intel·ligència aprés del seu professor, Charles Sperman.
A partir d'aquí la va transformar i va orientar en les teories treballades actualment: la intel·ligència fluida i la intel·ligència cristal·litzada. Específicament va extreure de Sperman la idea de intel·ligència general o també anomenat factor ‘’g’’, i la possibilitat d'arribar a crear test d'intel·ligència, dels quals es fa ús.
A part de ser influenciat per Charles, Cattell va agafar la idea de Hebb, un psicòleg molt important de l'època, el qual el va ajudar en el procés de dividir la intel·ligència general en dos parts principals més remarcades: 
- Intel·ligència A, que fa referència a la part biològica i en la qual Cattell anomena intel·ligència fluida.
- Intel·ligencia B, que fa referència a la capacitat intelectual i Cattell anomena intel·ligència cristal·litzada.

Els diferents estudis d'edat i intel·ligència determinats per la genètica i l'aprenentatge de la capacitat han confirmat que les teories elaborades per Cattell són correctes. Per això mateix és una de les teories més treballades i que en l'actualitat s'aplica en molts estudis de diferents àmbits.
Mitjançant totes aquestes anàlisis va identificar una sèrie de factors primaris que estructuren la intel·ligència, dels quals els dos primers estan íntimament relacionats amb la intel·ligència fluida i cristal·litzada.
1. Raonament fluid: Aquest factor consisteix a poder fer ús flexible d'operacions mentals per adaptar-se a noves situacions i poder resoldre problemes. Es podria relacionar amb la intel·ligència fluida i inclou raonaments com l'inductiu i el deductiu.
2. Comprensió-Coneixement: Es correspon amb la intel·ligència cristal·litzada, és tot el coneixement acumulat durant la vida i influeix amb el context sociocultural, com el nivell educatiu. Es basa amb l'aprenentatge d'informació verbal i procedimental.
3. Coneixement quantitatiu: La quantitat i profunditat del coneixement numèric i matemàtic.
4. Aptituds per la lectura i l'escriptura: La quantitat i profunditat del coneixement lingüístic, com la comprensió lectora, la capacitat de lletrejar, etc.
5. Memòria a curt període: La capacitat de retindre i dominar la informació obtinguda en l'últim minut.
6. Magatzem a llarg període i recuperació: La capacitat de recuperar la informació retinguda anteriorment.
7. Procediment visual: L'aptitud de general, emmagatzemar, recuperar i modificar les imatges.
8. Procediment auditiu: Percepció de sorolls i el funcionament del sistema auditiu.
9. Velocitat de processament: Dur a terme taques cognitives fàcils o sobre-aprendre de forma eficient.
10. Temps de reacció i decisió.

## Característiques
Aquest tipus d'intel·ligència es forma a través del coneixement gràcies a la informació i l'experiència prèvia del passat i representa un nivell de desenvolupament cognitiu. Compren la comprensió verbal, relacions semàntiques, avaluació, conclusions, coneixements mecànics i orientació. 
La teoria de Cattell incorpora aquestes característiques cognitives molt importants per a la formació de les persones. Per tal d'augmentar de forma significativa la intel·ligència fluida la persona s'ha de basar amb experiències d'aprenentatge (capacitat d'aprendre nous conceptes).
"Algú intel·ligent aprent de l'experiència dels demès" (Voltaire, 1758).
Per tant, és important que es combinin les dues intel·ligències (cristal·litzada i fluida) per a poder fer un bon desenvolupament de les capacitats de la persona.
Depèn de l'experiència vital, es solidifica amb el pas dels anys i amb prou feines es transforma, fins i tot pot incrementar-se, com per exemple el vocabulari, que pot augmentar moderadament. La major part de les aptituds lingüístiques pertanyen a aquest tipus d'intel·ligència. S'estabilitza cap als 30 anys.
Té a veure amb tots els coneixements del món i augmenta amb l'experiència i l'aprenentatge.
Cada persona desenvoluparà la seva intel·ligència cristal·litzada a mesura que augmenti la seva intel·ligència fluida amb experiències d'aprenentatge.

## Diferència entre intel·ligència cristal·litzada i fluïda
Anteriorment ha estat definida la intel·ligència cristal·litzada i esmentada la fluïda. Aquest apartat fara referència a aquestes dues per mostrar les seves diferències. Quan es parla d'intel·ligència fluïda ens dirigim a la capacitat d'un individu que té per a adaptar-se i enfrentar-se a noves situacions de manera ràpida, per tant no se li dona importància a l'aprenentatge anterior.
D'entrada hem de dir que la intel·ligència cristal·litzada té una certa relació amb la intel·ligència fluida.
La intel·ligència cristal·litzada fa esment al conjunt de capacitats, estratègies i coneixements que formen el grau de desenvolupament cognitiu gràcies a l'aprenentatge, mentre que la intel·ligència fluida està formada per un conjunt de capacitats de pensament que poden aplicar-se a qualsevol tema o contingut.
La idea central doncs seria que la intel·ligència fluida calcula la capacitat de la persona per assimilar coneixements i obtén el seu put màxim de desenvolupament per primera vegada al voltant de l'adolescència i la intel·ligència cristal·litzada menciona els coneixements apresos per la persona i es pot adquirir durant tota la vida.
Les dues intel·ligències acostumen a canviar al llarg de la vida i aconsegueixen els seus punts màxim en diferents etapes. Val a dir que sempre s'ha afirmat que la intel·ligència fluïda aconsegueix el seu punt màxim durant la primera etapa de vida, mentre que la intel·ligència cristal·litzada acosutma a obtenir-lo molt més tart, més o menys als 60 o 70 anys.
"Les intel·ligències poc adequades s'interessen en l'extraordinari; les intel·ligències poderoses, en les coses ordinàries" (Hugo, 2017).

## Components de les intel·ligències[calcitació]
- La intel·ligència cristal·litzada descriu un tipus d'intel·ligència en sentit ampli i global. És a dir, no fa referència a competències o capacitats específiques, especificant els dominis que la persona és capaç d'adquirir a través de l'aprenentatge i de les seves capacitats d'adquirir nous coneixements intel·ligència fluida. Està formada per sis components els quals són els següents:

### Comprensió del llenguatge
Un dels elements bàsics de la intel·ligència cristal·litzada són les funcions que adquireix una persona per entendre el significat del llenguatge. Mentre que el més important seria la capacitat d'assimilar aquesta parla. Val a dir que, l'esforç i el temps emprat a l'aprenentatge lingüístic també s'associa amb la capacitat de comprensió de llenguatge que desenvolupi la persona. També, cal destacar que diversos estudis afirmen que la comprensió lingüística pot incrementar el seu desenvolupament fins a etapes tardanes, incloent-hi l'edat adulta.

### Ús i comprensió de relacions semàntiques
A través d'aquesta intel·ligència es poden conèixer i comprendre les relacions semàntiques que existeixen entre dos elements amb significat.

### Valoració de l'experiència
Conté l'habilitat per poder fer una anàlisi o una valoració del viscut o après.

### Establiment de judicis i conclusions
Capacitat per a poder fer explicacions lògiques i judicis sobre diferents aspectes.

### Coneixements mecànics
Tenen un paper important els principis mecànics fent referència a la capacitat per a menejar objectes, entendre com funcionen diversos mecanismes i inclús comprendre els principis primordials de la física. Permet captar moviments com la gravetat, forces, raonament entre d'altres.
Orientació espacial
Són diferents capacitats mentals que ens permeten veure objectes de diferents perspectives mentalment o que ens ajuden a una bona observació del que ens envolta.
- La intel·ligència fluïda està formada per tres elements:

### La capacitat de raonar amb continguts abstractes
Les persones amb aquesta habilitat són capaces de resoldre allò que no és concret utilitzant la lògica.

### El raonament lògic
És un procés cerebral el qual necessita la lògica perquè sigui complet.

### La capacitat d'establir relacions o treure diferències
Habilitat immediata per definir relacions o diferències entre diversos elements.

## Desenvolupament de la intel·ligència cristal·litzada i fluida[calcitació]
Al llarg de la nostra vida anem desenvolupant la nostra intel·ligència i és molt important que ho féssim. Gràcies al coneixement podem crear una reserva cerebral, és a dir, anem formant connexions neuronals i d'aquesta manera enfortim les nostres capacitats intel·lectuals. Aquests vincles de les neurones ens aporten molts d'avantatges, com per exemple, retarda l'envelliment patològic i el normal, a més a més, evita malalties derivades de la demència. Hi ha molts d'estudis sobre això i Cattell i Horn, han sigut uns dels investigadors més rellevants els quals afirmen l'anterior, però també cal tenir en compte que les diferents intel·ligències (cristal·litzada i fluida) tenen diferents etapes de formació.
La intel·ligència cristal·litzada és més potent en edats avançades i el seu màxim ronda entre els 60 o 70 anys, però continua creixent durant tota la vida. En canvi, la fluida és més eficaç en edats primerenques, tot i que arriba a el punt màxim en els 40 anys.
Cal remarcar que tant una com l'altra quan més evolucionen és en la infància i l'adolescència perquè són unes edats on el cervell està molt actiu, un factor clau per al desenvolupament.